# International Superstar Soccer Pro Evolution 2
International Superstar Soccer Pro Evolution 2, spesso abbreviato in ISS Pro Evolution 2, è un videogioco calcistico sviluppato e pubblicato da Konami per PlayStation. Fu pubblicato il 23 marzo dell'anno 2001.
Nella copertina del gioco compare la scritta "Il miglior gioco di calcio mai realizzato" tratta dalla rivista PlayStation Magazine Ufficiale.

## Modalità di gioco
- Esibizione: partita tra due squadre nazionali;
- Sfida ai Rigori: partita ai rigori tra due squadre nazionali;
- All Star Match: i migliori calciatori d'Europa contro i migliori calciatori del Resto del Mondo;
- Esibizione Master: caricando i dati del Campionato Master, due squadre di club si sfidano;
- Modalità Campionato: campionato a girone unico di 16 squadre nazionali;
- Coppa Internazionale: 32 squadre si dividono in 8 gironi A-H; le prime due passano alla fase a eliminazione diretta;
- Coppa Europea: 16 squadre nazionali europee si dividono in 4 gironi A-D; le prime due passano alla fase a eliminazione diretta;
- Coppa Africana: le 6 squadre africane (Marocco, Tunisia, Egitto, Nigeria, Camerun, Sudafrica) si sfidano in un torneo a eliminazione diretta;
- Coppa Americana: le 10 squadre americane (USA, Messico, Giamaica, Colombia, Brasile, Perù, Cile,  Paraguay, Uruguay, Argentina) si sfidano in un torneo a eliminazione diretta;
- Coppa Asiatica: le 6 squadre asiatiche (Giappone, Corea del sud, Cina, Iran, E.A.U., Arabia Saudita) e la squadra dell'Oceania (Australia) si sfidano in un torneo a eliminazione diretta;
- Coppa Konami: da 3 a 16 squadre si sfidano in un girone unico o in un torneo a eliminazione diretta;
- Campionato Master: campionato diviso in due serie nel quale è possibile acquistare i calciatori da schierare;
- Allenamento.

## Squadre presenti

### Nazionali
ISS Pro Evolution 2 contiene 54 nazionali di calcio; è possibile sbloccare anche 4 squadre extra:Euro All Star e World All Star; Euro Classics e World Classics.
- Irlanda
- Irlanda del Nord
- Scozia
- Galles
- Inghilterra
- Portogallo
- Spagna
- Francia
- Belgio
- Olanda
- Svizzera
- Italia
- Repubblica Ceca
- Germania

- Danimarca
- Norvegia
- Svezia
- Finlandia
- Polonia
- Slovacchia
- Austria
- Ungheria
- Slovenia
- Croazia
- Jugoslavia
- Romania
- Bulgaria
- Grecia

- Turchia
- Ucraina
- Russia
- Marocco
- Tunisia
- Egitto
- Nigeria
- Camerun
- Sudafrica
- Stati Uniti
- Messico
- Giamaica
- Colombia
- Brasile

- Perù
- Cile
- Paraguay
- Uruguay
- Argentina
- Giappone
- Corea del Sud
- Cina
- Iran
- Emirati Arabi Uniti
- Arabia Saudita
- Australia

### Club
Nel videogioco sono presenti 24 squadre di club senza licenza.
- Manchester (Manchester United)
- London (Arsenal)
- Chelsea (Chelsea)
- Liverpool (Liverpool)
- Leeds (Leeds)
- West Ham (West Ham)
- Barcelona (Barcellona)
- Madrid (Real Madrid)
- Valencia (Valencia)
- Monaco (Monaco)
- Marseille (Olympique de Marseille)
- Amsterdam (Ajax)

- International (Inter)
- Torino (Juventus)
- Milano (Milan)
- Lazio (Lazio)
- Parma (Parma)
- Firenze (Fiorentina)
- Roma (Roma)
- Dortmund (Borussia Dortmund)
- Munchen (Bayern Monaco)
- Leverkusen (Bayer Leverkusen)
- Rio de Janeiro (Vasco da Gama)
- Buenos Aires (River Plate)

## Stadi
Nel videogioco sono presenti 15 stadi senza licenza:
- Key Square Stadium (Old Trafford)
- Royal Palace Stadium (Parc des Princes)
- Flying Disk Stadium (Stade de France)
- Twin Towers Stadium (Olympiastadion)
- Apex Stadium (Wembley Stadium)
- White Stadium (Stadio Giuseppe Meazza)
- Imperial Stadium (Olympiastadion)
- Arena Stadium (Amsterdam Arena)
- Masters Stadium (Stadio Jacques Chaban-Delmas)
- Pacific Plaza Stadium (Estadio Nacional de Chile)
- National Stadium (Shah Alam Stadium)
- Legends Stadium
- International Stadium
- Arc Stadium
- Oval Stadium